# Доброван
Доброван е бивше село в Югоизточна България.
Първоначално наричано Калгамач, то има предимно турско население, което се изселва в последните години на XIX век. Селото е преименувано на Доброван на 14 август 1934 година. Селото е изселено по време на Колективизацията и е официално закрито на 12 януари 1963 година. Землището му е поделено между съседните села Горица и Просеник, но територията на самото село е включена в землището на сравнително отдалеченото село Бата.

## Известни личности
Починали в Доброван
- Чобан Хасан (?-1880), бунтовник